# ルクセンブルクのイスラム教
本項目では、ルクセンブルクのイスラム教について記述する。
ルクセンブルクのイスラム教はプロテスタント、東方正教会、ユダヤ教といった他の宗教と並び極めて少数派である。2008年以降、イスラム教は国内で法的に認められた。
北大西洋条約機構 (NATO) の報告によれば、ルクセンブルクには約4,000人のムスリムが居住している。1970年代以前、ムスリムの人口は極めて少なかった。1970年代半ばには300人に満たなかったムスリムの人口は1990年代半ばには3,000人を超えるまでに増加した。これ以降、かつてのユーゴスラビア出身で亡命先を探していた者、主にボシュニャク人の流入によりムスリムの人口はさらに2倍へと増加した。流入当時、この亡命先を探していた者たちは数年以上ルクセンブルク国内に留まることは決してないであろうと予測されていた。
1960年代以前、ルクセンブルク国内でムスリムについて見聞きすることはほとんどなかったが、周囲の他の国々と同じく、ムスリムはルクセンブルクへとやってきて次第に国全体にイスラム教の拡大を進めている。今日、ルクセンブルク国内には6つのモスクがある。Mamer（イスラム文化センターの本部でもある）、ニーダーコルン、Esch-sur-Alzetteモスク、ヴィルツ、ディーキルヒ、ルクセンブルク（de la Gare通り）のモスクであり、大公国内には約1〜1.2万人のムスリムが居住していると推定されている。これは、ルクセンブルクにおいてイスラム教がカトリックについで2番目に信者数の多い宗教であることを意味する。しかし、この順位はあくまで推定であり、確証のある数字ではない。さらに、これらのムスリムのすべてがルクセンブルク市民であるか否かも定かではない。